# アレッタ・ハーネマンスの肖像
『アレッタ・ハーネマンスの肖像』（アレッタ・ハーネマンスのしょうぞう、蘭: Portret van Aletta Hanemans、英: Portrait of Aletta Hanemans）は、オランダ絵画黄金時代の巨匠フランス・ハルスが1625年にキャンバス上に油彩で制作した絵画である。画面上部右側に「ÆTAT SVÆ. 19 / Ao 1625」という銘文と制作年が記されている。『アレッタ・ハーネマンスの肖像』は、その夫を描いた対作品『ヤーコプ・オリーカンの肖像』とともに長らく一族の所有であったが、1880年にオランダ政府に売却され、1881年以来、デン・ハーグのマウリッツハイス美術館に所蔵されている。

## 作品

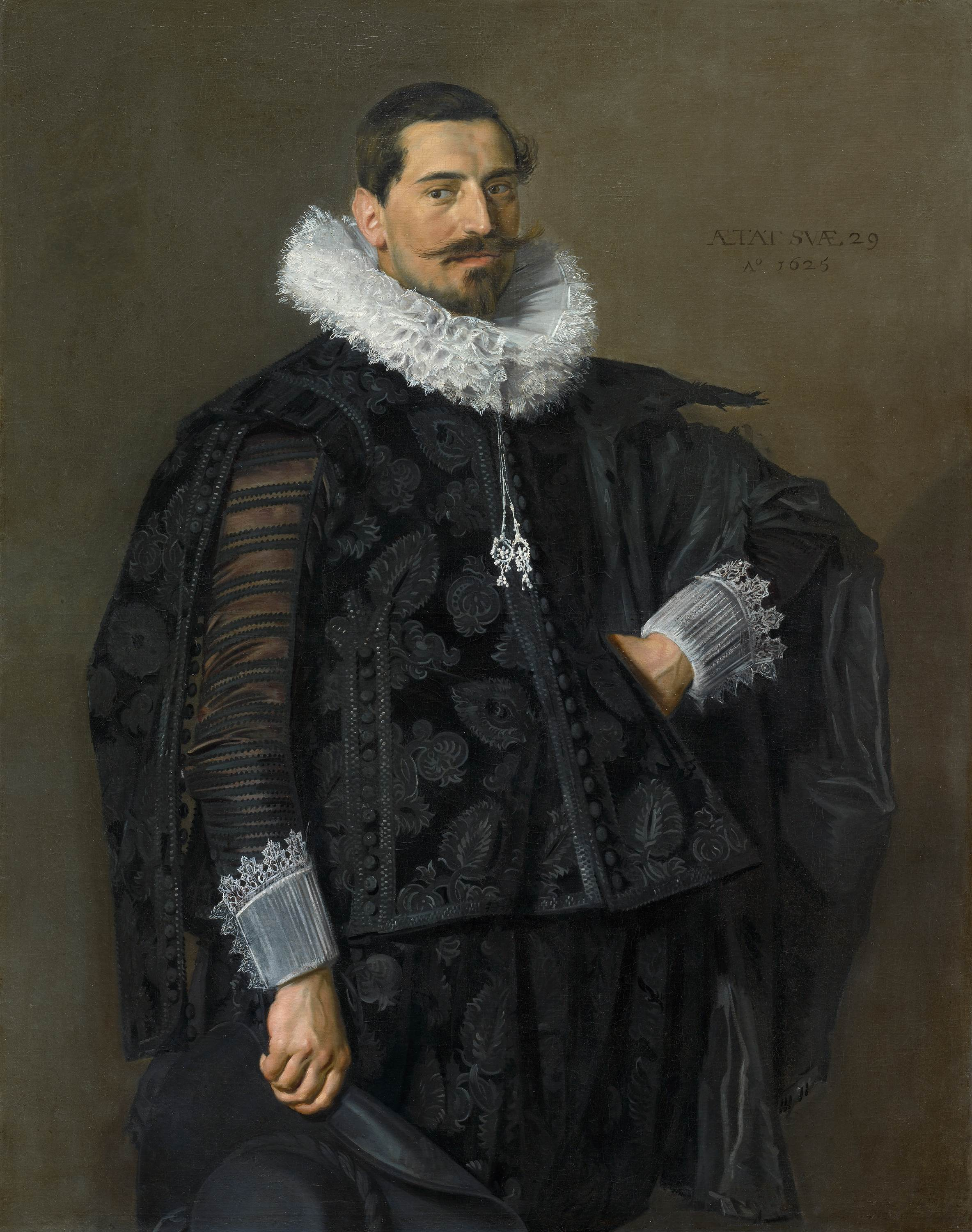
フランス・ハルス『ヤーコプ・オリーカンの肖像』 (1625年)、マウリッツハイス美術館、デン・ハーグ

17世紀の都会に暮らす中産階級にとって、結婚は肖像画を注文するのに申し分のない好機であった。富裕なハールレムのビール醸造業者ヤーコプ・オリーカンは29歳の時に、19歳のアレッタ・ハーネマンスと結婚した。その際にハールレムで最高の肖像画家ハルスに対作品を注文したのは、ハルスがすでに1615年以来、ハールレムに住むオリーカン家の人々の肖像画を描いていたからである。ハルスは、1660年まで同家の人々の肖像画を描き続けた。
本作とその対となる『ヤーコプ・オリーカンの肖像』は、16世紀の肖像画家がすでに用いた旧来の形式に従っている。夫と妻はほぼ正面を向き、互いの姿を鏡に映したような似通ったポーズをしている。2人とも一方の腕は肘を曲げ、もう一方は伸ばしたまま下に垂らしている。ハルスは夫妻を自然な雰囲気で描きつつ、わずかなディテールでその人らしさを表現している。
ハルスは後に自在をきわめる画風で名を上げるが、これらの肖像画は精密に、優美に描いた。そのことは、夫妻の豪華な衣服により明確に見てとれる。2人はともに襟のひだ飾りもすばらしい最新流行の衣装を身に纏っている。アレッタ・ハーネマンスの高価な胴着は、金糸で刺繍したスパンコールで飾った花とツタ草の模様が施されている。前に迫り出した胴着からさらにスカートが持ち上がっているのは、夫人がその下に詰め物をしたファージンゲール (スカートを広げる枠、たが骨) を着用しているからであろう。妊婦と見紛いそうなこの下着は、当時流行の盛りにあった。
胴着の描写があくまでも精緻なのと比べ、スカートは非常に緩やかな筆致でおおまかに描かれている。描かれた当初、スカートの色は赤、あるいは赤みがかった紫だったようであるが、年月の経過とともに退色し、今では沈んだ色合いに変わっている。彩り豊かなスカートと胴着の上に夫人が羽織るのは、既婚の婦人のみが着用する黒の外衣「フリーヘル」で、小さな棒状の黒玉で縁取られた円盤形の肩飾はこの服に特有のものである。アレッタは右手人差し指に結婚指輪をつけ、左手には白皮製の手袋を持っている。これは、アレッタがヤーコプの妻となったことを示している。